# Сан Николо д'Ега (Болцано)
Сан Николо д'Ега је насеље у Италији у округу Болцано, региону Трентино-Јужни Тирол.
Према процени из 2011. у насељу је живело 373 становника. Насеље се налази на надморској висини од 1119 м.